# امراك

تعديل مصدري - تعديل

امراك هي إحدى قرى عزلة جعار بمديرية خنفر التابعة لمحافظة أبين، بلغ تعداد سكانها 110 نسمة حسب تعداد اليمن لعام 2004.